# Нью-Колумбія (Пенсільванія)
Нью-Колумбія (англ. New Columbia) — переписна місцевість (CDP) в США, в окрузі Юніон штату Пенсільванія. Населення — 1024 особи (2020).

## Географія
Нью-Колумбія розташований за координатами 41°2′15″ пн. ш. 76°52′42″ зх. д. / 41.03750° пн. ш. 76.87833° зх. д. (41.037440, -76.878263).  За даними Бюро перепису населення США в 2010 році переписна місцевість мала площу 5,03 км², з яких 5,02 км² — суходіл та 0,00 км² — водойми.

## Демографія
Згідно з переписом 2010 року, у переписній місцевості мешкало 1013 осіб у 437 домогосподарствах у складі 278 родин. Густота населення становила 201 особа/км².  Було 453 помешкання (90/км²).
Расовий склад населення:
| - 96,5 % — білих - 0,9 % — чорних або афроамериканців - 0,2 % — вихідців з тихоокеанських островів - 0,1 % — корінних американців - 0,1 % — азіатів |

До двох чи більше рас належало 1,3 %. Частка іспаномовних становила 1,8 % від усіх жителів.
За віковим діапазоном населення розподілялося таким чином: 22,2 % — особи молодші 18 років, 60,0 % — особи у віці 18—64 років, 17,8 % — особи у віці 65 років та старші. Медіана віку мешканця становила 42,0 року. На 100 осіб жіночої статі у переписній місцевості припадало 86,2 чоловіків;  на 100 жінок у віці від 18 років та старших — 83,3 чоловіків також старших 18 років.
Середній дохід на одне домашнє господарство  становив 47 721 долар США (медіана — 47 167), а середній дохід на одну сім'ю — 55 922 долари (медіана — 52 467). За межею бідності перебувало 13,0 % осіб, у тому числі 14,3 % дітей у віці до 18 років та 12,9 % осіб у віці 65 років та старших.
Цивільне працевлаштоване населення становило 299 осіб. Основні галузі зайнятості: освіта, охорона здоров'я та соціальна допомога — 34,1 %, виробництво — 14,0 %, роздрібна торгівля — 10,4 %, публічна адміністрація — 8,4 %.